# Milionia
Milionia är ett släkte av fjärilar. Milionia ingår i familjen mätare.

## Bildgalleri

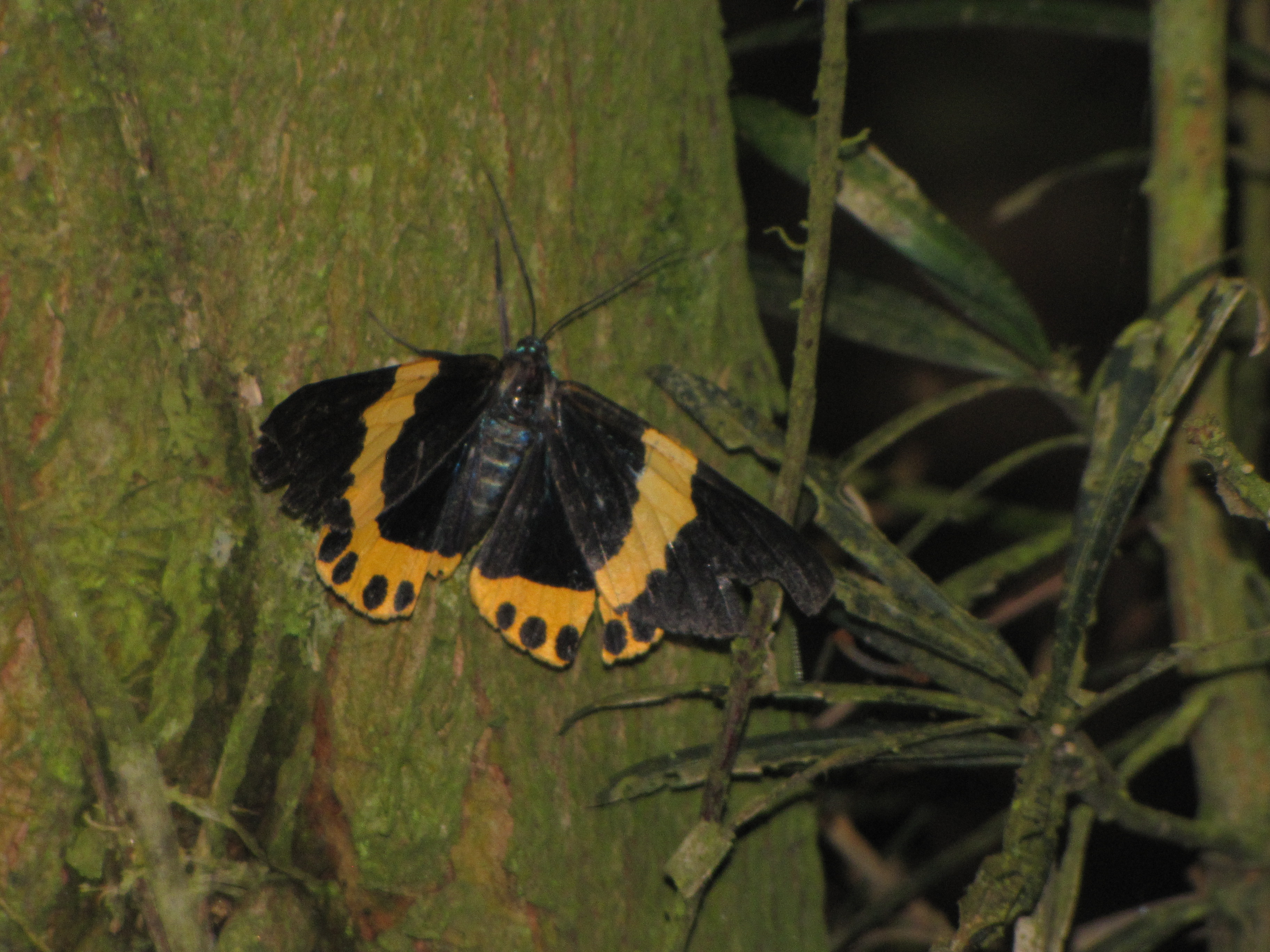
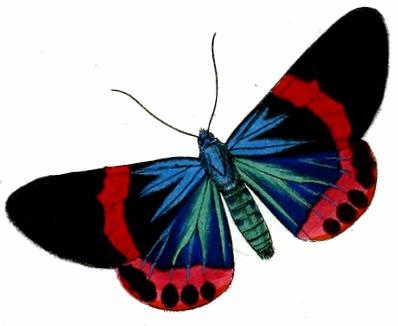
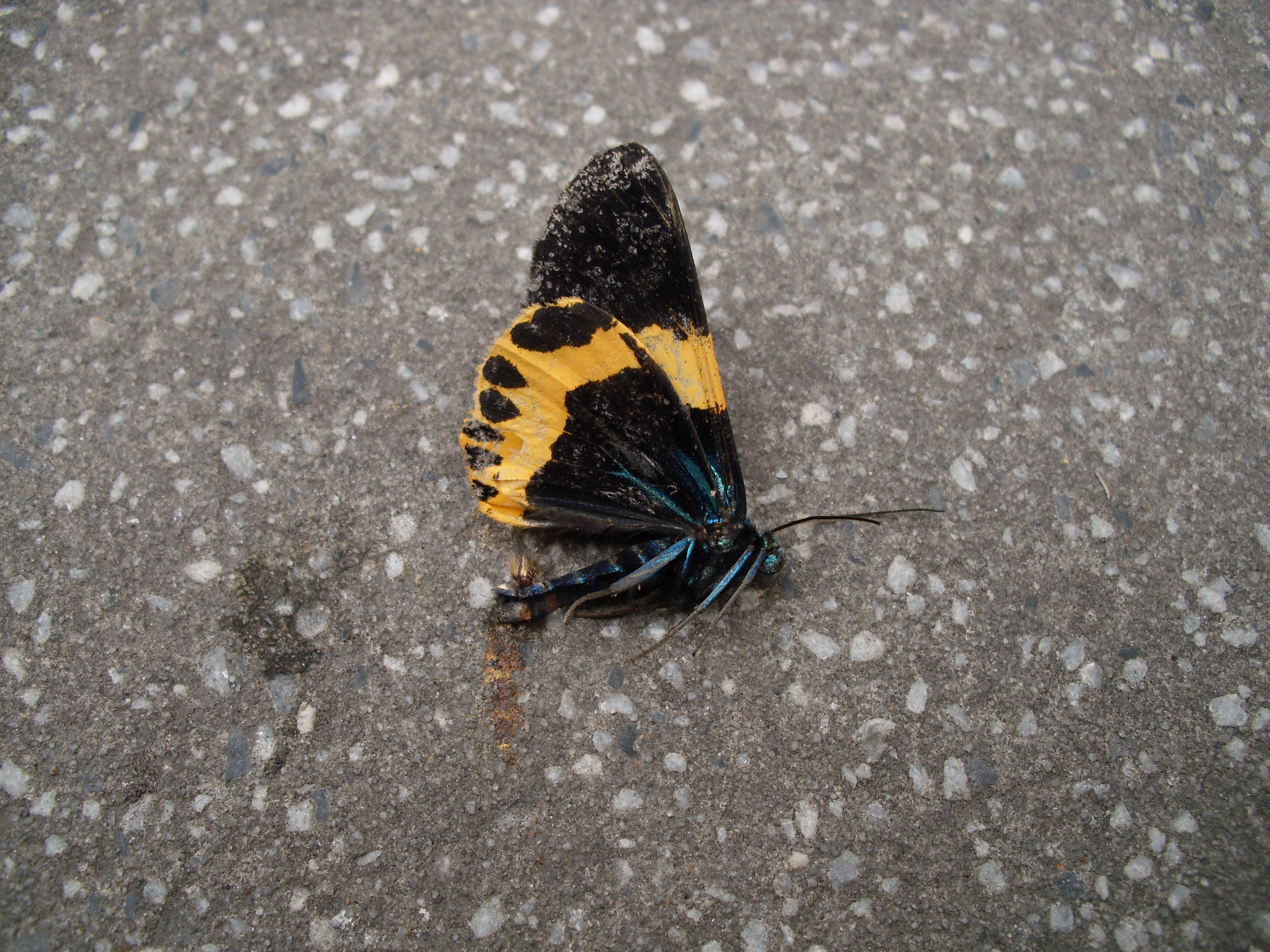
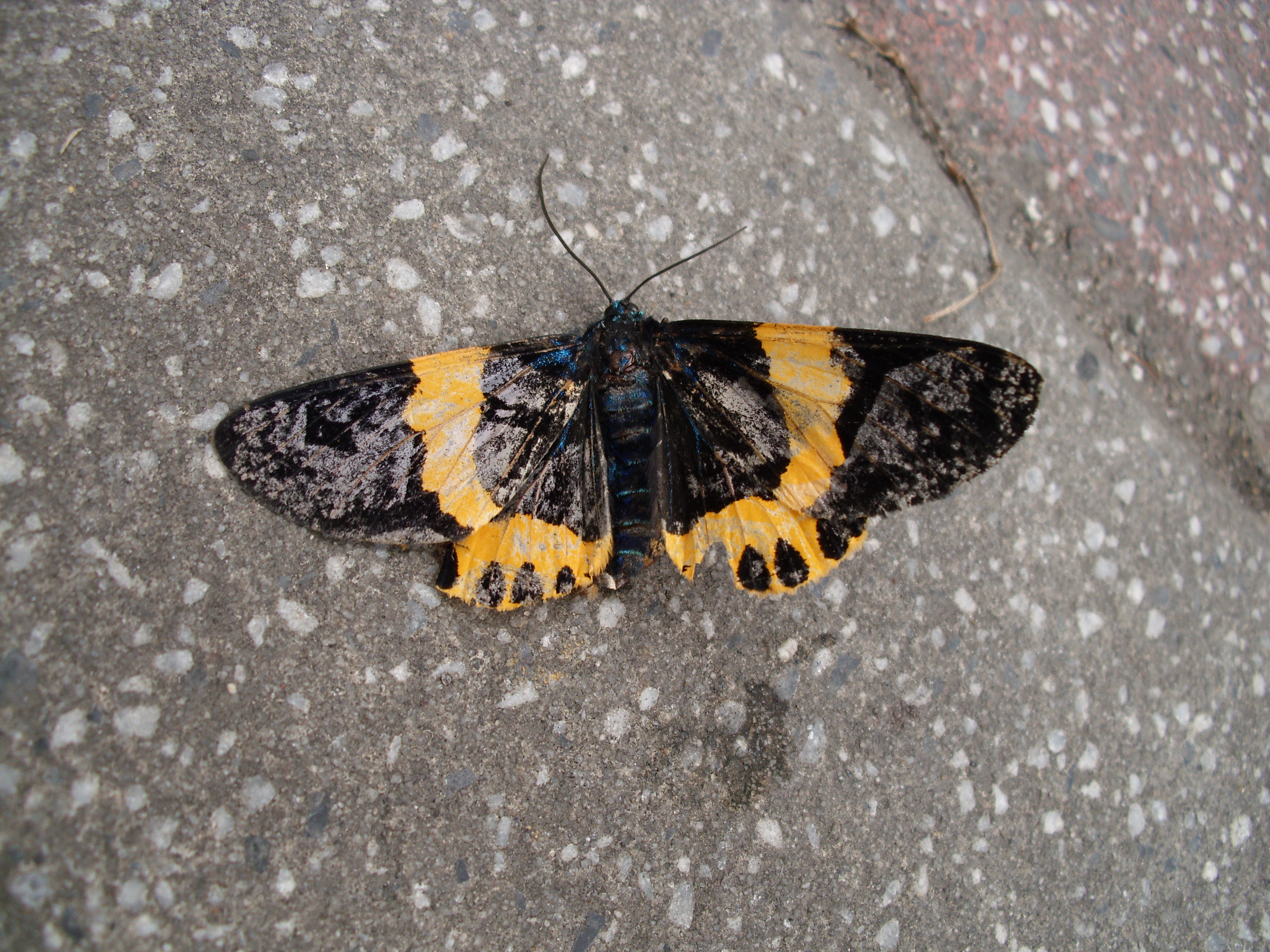
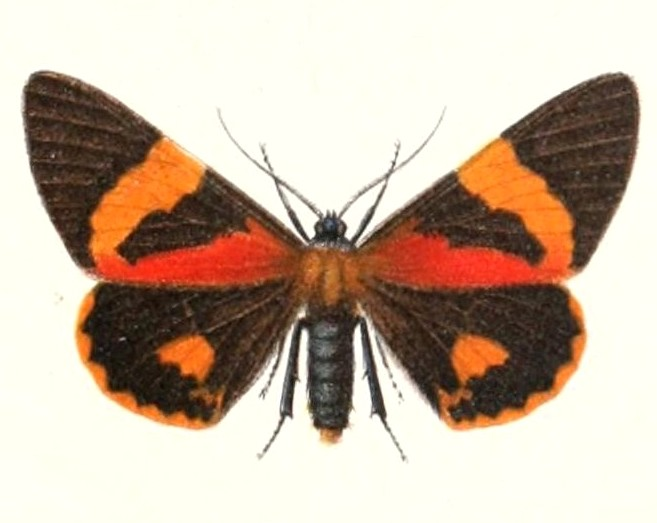
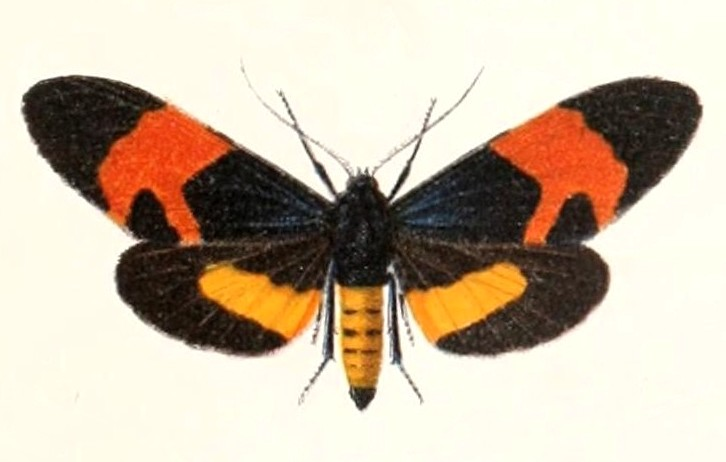

## Dottertaxa tillMilionia, i alfabetisk ordning[1]
- Milionia aetheria
- Milionia aglaia
- Milionia arfaki
- Milionia aroensis
- Milionia assimilis
- Milionia auriflamma
- Milionia aurora
- Milionia basalis
- Milionia basirubra
- Milionia basiviridis
- Milionia beata
- Milionia biconfluens
- Milionia bipuncta
- Milionia brevipennis
- Milionia brevis
- Milionia burgersi
- Milionia butleri
- Milionia caerulea
- Milionia callima
- Milionia callimorpha
- Milionia carycina
- Milionia celebensis
- Milionia chrysolena
- Milionia clarissima
- Milionia coalescens
- Milionia coccinata
- Milionia coeruleonitens
- Milionia completa
- Milionia conducta
- Milionia constans
- Milionia coronifera
- Milionia corusca
- Milionia curosyne
- Milionia cuspidata
- Milionia cyaneifera
- Milionia cyanifera
- Milionia dispar
- Milionia distorta
- Milionia diva
- Milionia dohertyi
- Milionia drucei
- Milionia dubiosa
- Milionia dulitana
- Milionia eichhorni
- Milionia eichorni
- Milionia elegans
- Milionia euchromozona
- Milionia euglennia
- Milionia euroa
- Milionia eutyches
- Milionia everetti
- Milionia extensa
- Milionia exultans
- Milionia flammula
- Milionia flaviventris
- Milionia flavostriga
- Milionia fulgida
- Milionia gilolensis
- Milionia glauca
- Milionia glaucans
- Milionia glaucula
- Milionia grandis
- Milionia guentheri
- Milionia hypercallima
- Milionia illustris
- Milionia integra
- Milionia isodoxa
- Milionia kaporana
- Milionia keberai
- Milionia keysseri
- Milionia knowlei
- Milionia lacteisticta
- Milionia laglaizei
- Milionia lamprima
- Milionia latifasciata
- Milionia latiplaga
- Milionia lativitta
- Milionia lepida
- Milionia leucomelas
- Milionia luculenta
- Milionia lysistrata
- Milionia macrospila
- Milionia magna
- Milionia mediofasciata
- Milionia meeki
- Milionia meforana
- Milionia megadema
- Milionia metazosta
- Milionia minahassae
- Milionia montivagens
- Milionia neuhaussi
- Milionia nigra
- Milionia novaebritanniae
- Milionia obiensis
- Milionia ochracea
- Milionia optabilis
- Milionia optima
- Milionia ovata
- Milionia paradisea
- Milionia parva
- Milionia pendleburyi
- Milionia pericallis
- Milionia philippinensis
- Milionia phoenicina
- Milionia plesiobapta
- Milionia polytropa
- Milionia pretiosa
- Milionia pryeri
- Milionia ptochica
- Milionia pulchrinervis
- Milionia pumilio
- Milionia pyrozonis
- Milionia pyrrho
- Milionia queenslandica
- Milionia rawakensis
- Milionia reducta
- Milionia regina
- Milionia requina
- Milionia rona
- Milionia rothschildi
- Milionia rubidifascia
- Milionia rubra
- Milionia rubrifascia
- Milionia rubristrigata
- Milionia scintillans
- Milionia scotomelas
- Milionia semirutila
- Milionia sharpei
- Milionia snelleni
- Milionia stellata
- Milionia tagulensis
- Milionia talboti
- Milionia tricolor
- Milionia wandammensis
- Milionia websteri
- Milionia weiskei
- Milionia ventralis
- Milionia witleyensis
- Milionia woodlarkiana
- Milionia xanthica
- Milionia xanthobathra
- Milionia zonea